# Radu Micle
Ioan Radu Micle (n. 9 februarie 1961) este un politician român,fost membru al Parlamentului României. Ioan Radu Micle a fost validat ca deputat ales pe listele PNL pe data de 13 august, când l-a înlocuit pe deputatul Mircea Man.